# Lennartsfors
Lennartsfors är en småort i Trankils distrikt i Årjängs kommun. Här fanns förr ett järnbruk vid den sluss som förenar sjön Foxen med Lelång. 

## Historia

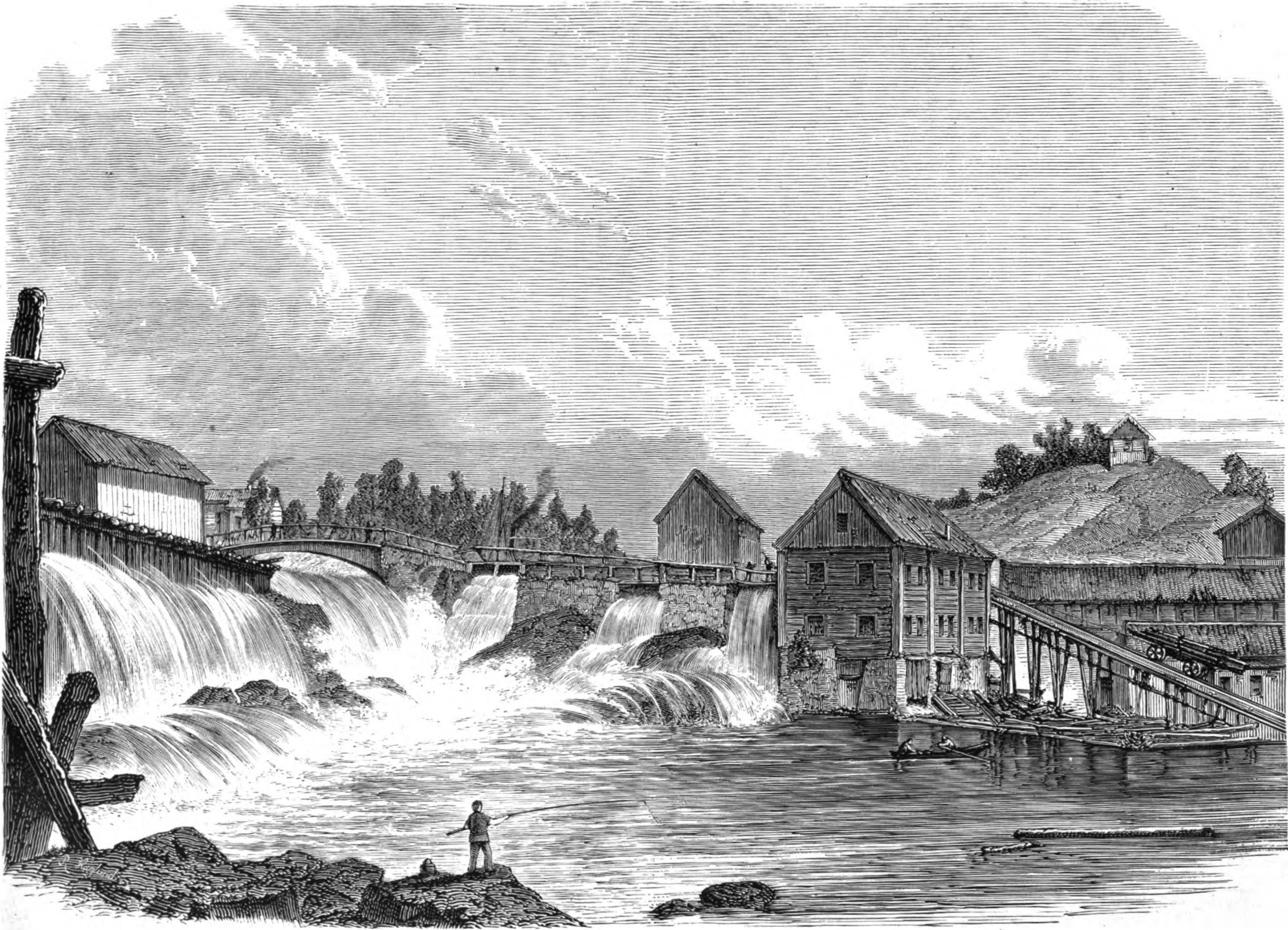
Lennartsfors bruk omkring 1870.

Lennartsfors är liksom Charlottenberg och Töcksfors en gammal bruksort som numera lever på mindre industrier, bland annat Lennartsfors AB som tillverkar JärnHästen, Hjulhästen samt flakmopeder (under varumärket Norsjö moped).
Det byggdes en vattenkvarn i Lennartsfors redan på 1500-talet och från 1600-talet fanns här en vattendrivet sågverk. I januari 1821 inkom en ansökan till den dåvarande kungen Karl XIV Johan om att få anlägga ett järnbruk på orten, vilket beviljades 1823. Uppförandet av bruket skulle dock dröja nästan tjugo år, tills Lennart Uggla och Gustaf Ekman byggde ett järnbruk vid Ränkeforsen med start 1840, då en stångjärnssmedja stod klar. 1841 hade också en masugn och en mekanisk verkstad tillkommit. Järnbruket dock lades ner 1877.
På 1880-talet byggdes istället en trämassefabrik på platsen vilken var i drift till 1940. Därefter har viss mekanisk industri med anknytning till Facitkoncernen funnits på orten. De flesta byggnader står kvar men är ur bruk. Slussarna i Lennartsfors utgör en del av Dalslands kanal och byggdes 1865. I och med dessa slussar utgör Lennartsfors en viktig knutpunkt mellan flera olika vattenleder.
Namnet Lennartsfors kommer efter Lennart Uggla och har varit ortens namn sedan 1839. Tidigare kallades orten för Ränkeforsen efter den fors runt vilken orten ligger. Ursprunget till detta namn är inte helt klarlagt, även om det föreslagits syfta på ett vattendrag.

### Befolkningsutveckling
| Befolkningsutvecklingen i Lennartsfors 1965–2015              | Befolkningsutvecklingen i Lennartsfors 1965–2015 | Befolkningsutvecklingen i Lennartsfors 1965–2015 | Befolkningsutvecklingen i Lennartsfors 1965–2015 | Befolkningsutvecklingen i Lennartsfors 1965–2015 |
| ------------------------------------------------------------- | ------------------------------------------------ | ------------------------------------------------ | ------------------------------------------------ | ------------------------------------------------ |
|                                                               |                                                  |                                                  |                                                  |                                                  |
| År                                                            |                                                  |                                                  | Folkmängd                                        | Areal (ha)                                       |
| 1965                                                          | 1965                                             |                                                  | 255                                              |                                                  |
| 1970                                                          | 1970                                             |                                                  | 255                                              |                                                  |
| 1975                                                          | 1975                                             |                                                  | 264                                              |                                                  |
| 1980                                                          | 1980                                             |                                                  | 222                                              |                                                  |
| 1990                                                          | 1990                                             |                                                  | 242                                              | 115                                              |
| 1995                                                          | 1995                                             |                                                  | 222                                              | 117                                              |
| 2000                                                          | 2000                                             |                                                  | 200                                              | 117                                              |
| 2005                                                          | 2005                                             |                                                  | 169                                              | 119#                                             |
| 2010                                                          | 2010                                             |                                                  | 149                                              | 119#                                             |
| 2015                                                          | 2015                                             |                                                  | 127                                              | 132#                                             |
| Anm.: Ny tätort 1965. Upphörde som tätort 2005. # Som småort. |                                                  |                                                  |                                                  |                                                  |

## Idrott
Orten har en idrottsförening, vars innebandylag spelar i division 4 västra säsongen 2019/2020.

## Kända personer från Lennartsfors
- Thomas Wassberg, skidåkare
- Elof Ericsson, industrikoncernen Facits förste vd